# The Second Coming (video, Kiss)
The Second Coming je dokumentární video kolekce skupiny Kiss vydané v roce 1998. Video zachycuje obnovení původní sestavy Kiss a následné Alive/Worldwide Tour které probíhalo v letech 1996 – 1997.

## Bonus
Pouze u vydání na DVD
| Pořadí | Název                                                        | Autor                          | Délka |
| ------ | ------------------------------------------------------------ | ------------------------------ | ----- |
| 1.     | Shout in Out Loud (Live, 1996 – Tiger Stadium)               | Stanley / Gene Simmons / Ezrin |       |
| 2.     | Detroit Rock City (Live, Detroit Rock City filmová premiéra) | Paul Stanley / Bob Ezrin       |       |
| 3.     | Shandi (Live, 1997 – Melbourne, Australia)                   | Stanley / Poncia               |       |

## Obsazení
- Paul Stanley – kytara, zpěv
- Gene Simmons – basová kytara, zpěv
- Peter Criss – bicí, zpěv
- Ace Frehley – sólová kytara, zpěv